# Ludwig Beer
Ludwig Beer (* 8. Mai 1868 in Essen; † 1935) war ein deutscher Rechtswissenschaftler.

## Leben
Ludwig Beer wurde am 8. Mai 1868 in Essen geboren. Er studierte die Rechtswissenschaften an den Universitäten Bonn, Freiburg, Berlin, Leipzig und Halle. 1887 wurde er Mitglied der Bonner Burschenschaft Frankonia. 1892 wurde er in Leipzig mit seiner Dissertation Der Begriff der possessio pro haede und pro possessore zum Doktor der Rechtswissenschaften promoviert. Die Universität habilitierte ihn 1900 außerdem für bürgerliches Recht. Seine Habilitationsarbeit lautete Die Hinterlegung zum Zwecke der Befreiung von Schuldverbindlichkeiten. Ein Beitrag zur Lehre vom Erlöschen der Schuldverhältnisse nach dem Rechte des BGB.
In der Folgezeit wirkte Beer bis 1903 als Privatdozent an der juristischen Fakultät. Dann wurde er zum nichtplanmäßigen außerordentlichen Professor befördert. Seit 1905 schließlich unterrichtete er als planmäßiger außerordentlicher Professor internationales Recht. Das Amt hielt er zehn Jahre lang inne, danach war er als ordentlicher Honorarprofessor angestellt, gab aber im nächsten Jahr, 1916, die Professur ab und verstarb 1935.
Beer war verheiratet mit Hedwig († 5. November 1959 in den Vereinigten Staaten), einer Tochter des Historienmalers und Akademiedirektors Peter Janssen d. Ä. und dessen Ehefrau Constanze, geborene Gottschalk (1852–1931), einer Frau jüdischer Herkunft.

## Schriften
- Das Recht der Wohnungsmiete. Vier Vorträge. Leipzig 1903.
- Das freie Verfügungsrecht des Autors über die zu einem Vorzugspreise vom Verleger bezogenen Exemplare seines Werkes. Ein Rechtsgutachten erstattet im Auftrage des Akademischen Schutzvereins. Drei Teile. Leipzig 1904 bis 1906.
- Völkerrecht und Krieg. Leipzig 1914.